# Stockheim (Michelstadt)
Stockheim es un barrio de Michelstadt en Odenwald (Hesse). 

## Historia
La mención más antigua que se conserva de Stocheim data de 1095, referente a un molino situado en arroyo Erdbach. 
A finales del siglo XIX, se estableció la fábrica textil  Arzt.
El 1 de abril de 1971, debido a la reforma territorial en Alemania, se unió a la ciudad de Michelstadt.

## Cultura
El molino de Stockheimer sigue en funcionamiento. Se cree que ya existía en el siglo VIII o IX, por lo que es uno de los molinos más antiguos del distrito de Odenwald, a pesar de que los edificios actualmente en pie se construyeron poco antes de 1800. El Molino está catalogado como Monumento histórico nacional, así como la fuente situada en la Mühlstraße.

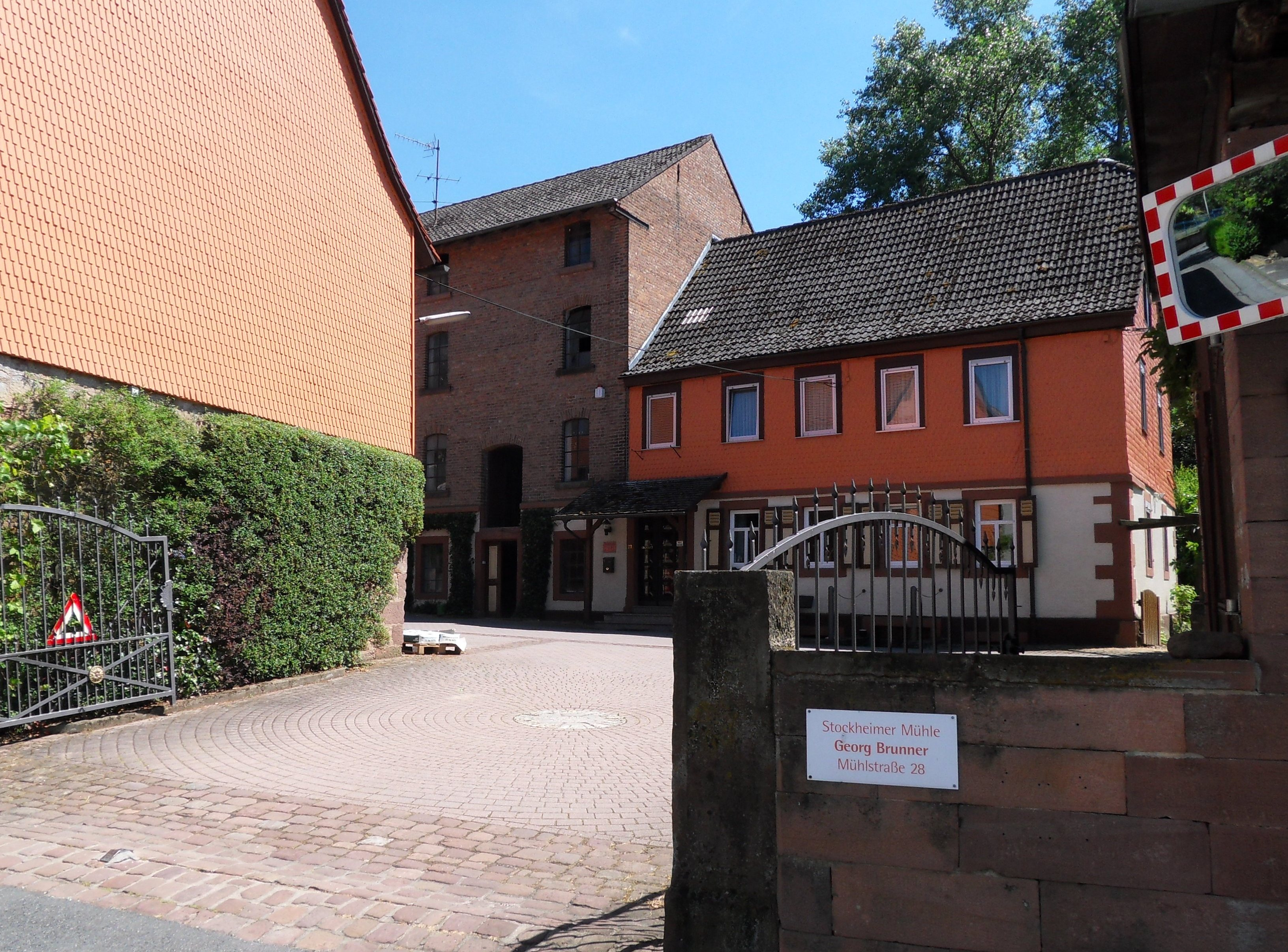
Molino Stockheimer

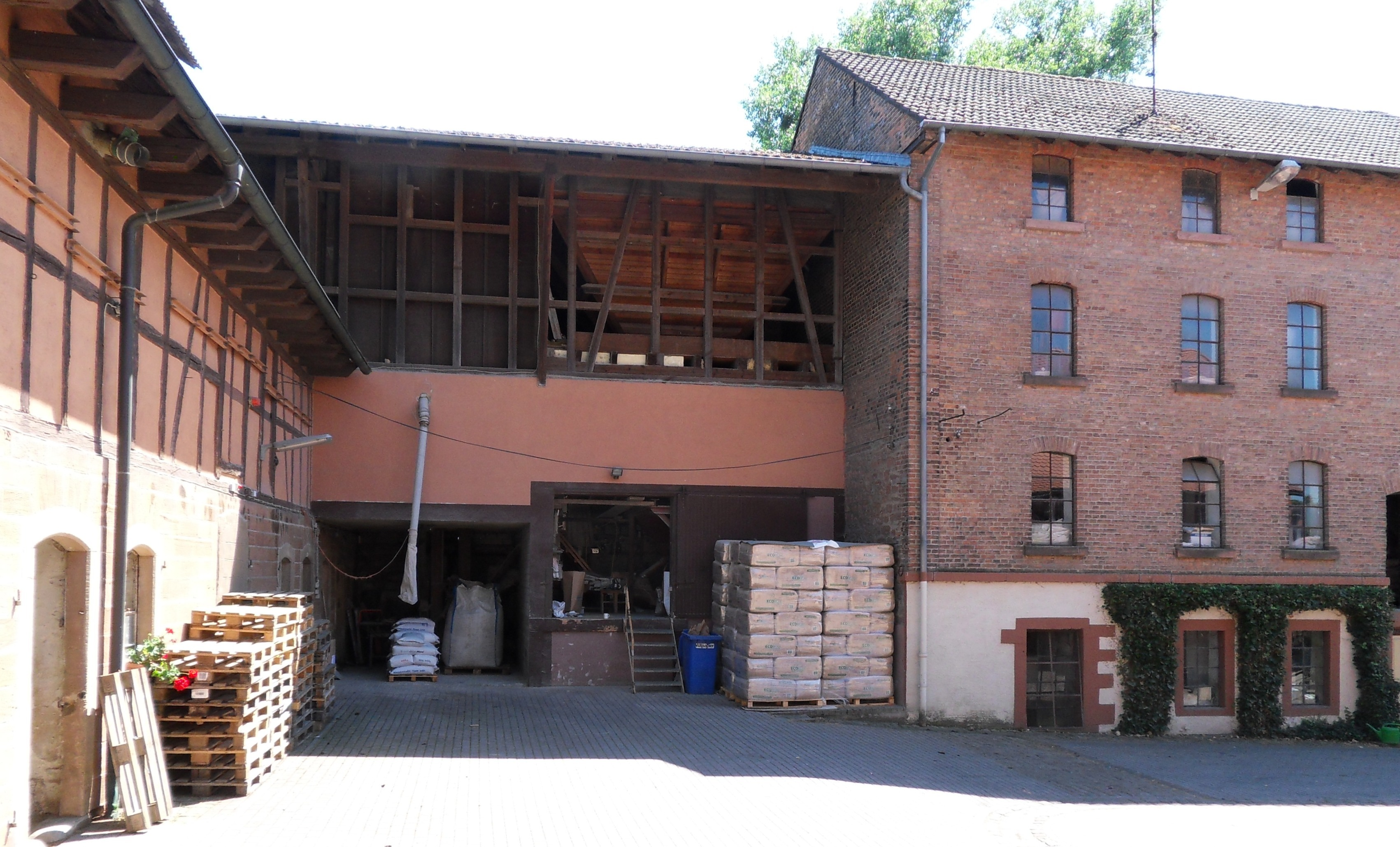
Patio del Molino Stockheimer (vista desde el Noreste

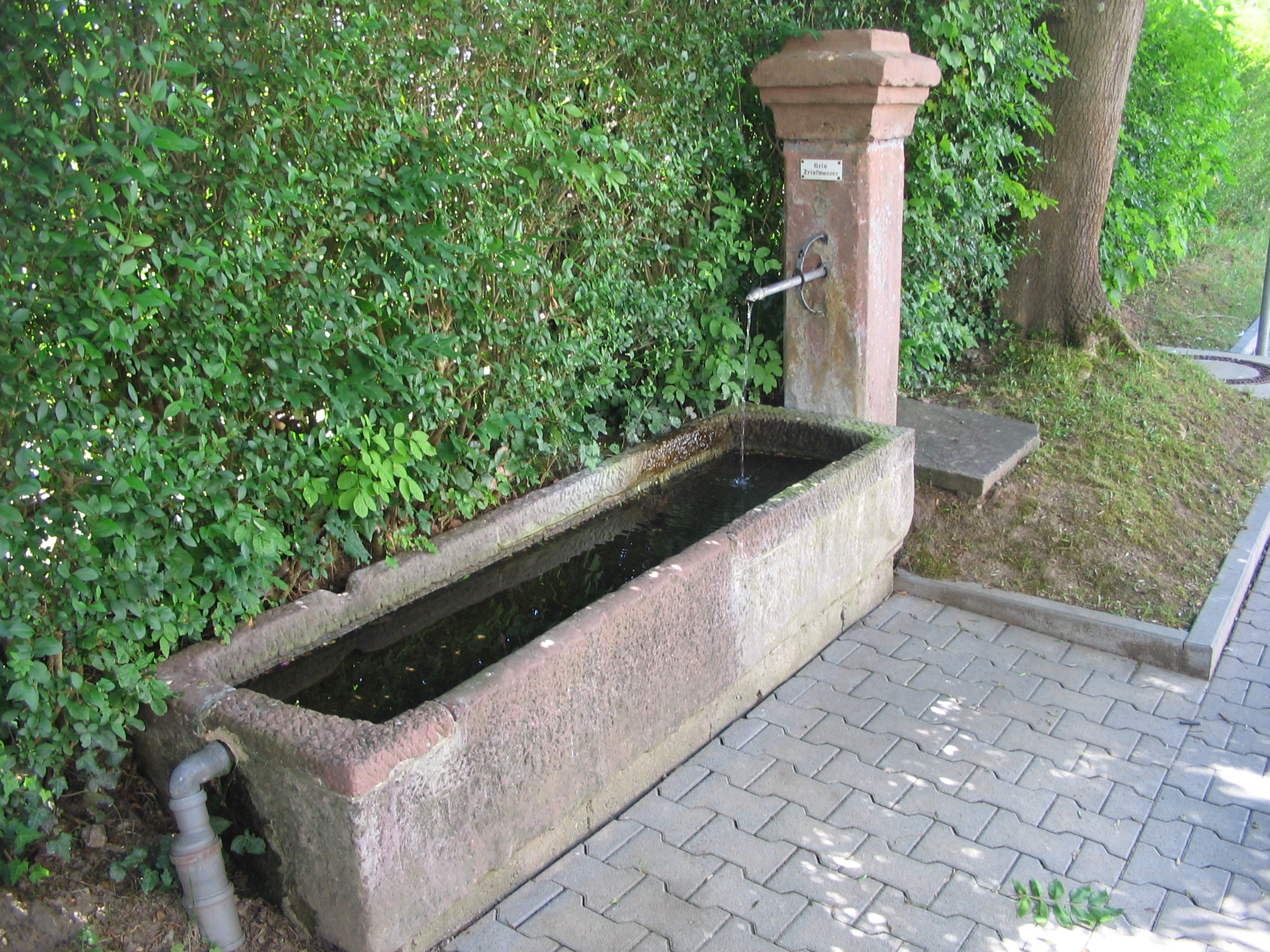
La fuente del Molino